# Ciutadella (Gerichtsbezirk)
Der Gerichtsbezirk Ciutadella ist einer der sechs Gerichtsbezirke in der autonomen Gemeinschaft Balearische Inseln.
Der Bezirk umfasst 4 Gemeinden auf einer Fläche von 422,19 km² mit dem Hauptquartier in Ciutadella.

## Gemeinden
| Gemeinde                  | Einwohner (2024) | Fläche km² | Dichte Einw./km² | Cod INE | Postleitzahl |
| ------------------------- | ---------------- | ---------- | ---------------- | ------- | ------------ |
| Ciutadella                | 31.941           | 186,34     | 171              | 07015   | 07760, 07769 |
| Ferreries                 | 5.114            | 66,09      | 77               | 07023   | 07750        |
| Es Mercadal               | 6.215            | 138,34     | 45               | 07037   | 07740        |
| Es Migjorn Gran           | 1.690            | 31,42      | 54               | 07902   | 07749        |
| Gerichtsbezirk Ciutadella | 44.960           | 422,19     | 106              | –       | –            |